# Valdemārpils
Valdemārpils est une ville du nord de la Lettonie. Elle a 1 402 habitants pour une superficie de 3 km2
Le nom de la ville vient de Krišjānis Valdemārs, né dans le proche village d'Ārlava, qui fut l'un des leaders du premier éveil national Letton.